# Kalle Anka i klistret
Kalle Anka i klistret (engelska: Out on a Limb) är en amerikansk animerad kortfilm med Kalle Anka från 1950.

## Handling
När Kalle Anka är ute stöter han på ekorrarna Piff och Puff. Han bestämmer sig för att skoja med dem; något han inte skulle ha gjort, då de gärna går till motattack.

## Om filmen
Filmen har givits ut på VHS och DVD och finns dubbad till svenska.

## Rollista
- Clarence Nash – Kalle Anka
- James MacDonald – Piff
- Dessie Flynn – Puff[8]